# Пискунов, Алексей Иванович
Алексей Иванович Пискунов (24 февраля 1921, Оханск, Пермская губерния — 30 мая 2005, Москва) — учёный-педагог, историк педагогики.
Доктор педагогических наук (1965), профессор (1968). Член-корреспондент Академии педагогических наук (АПН) СССР с 2 февраля 1968 года, действительный член АПН СССР с 4 марта 1971 года, действительный член Российской академии образования (РАО) с 7 апреля 1993 года. Состоял в отделении философии образования и теоретической педагогики.

## Биография
Педагогическую деятельность начал в 1940 году преподавателем немецкого языка в школе. Окончил факультет иностранных языков Ставропольского педагогического института в 1942 году. Работал завучем. Преподавал в Махачкалинском педагогическом институте.
С 1949 г. — аспирант Института теории и истории педагоги АПН РСФСР. С 1952 по 1954 — доцент, заведующий кафедрой педагогики Мордовского пединститута. В 1955—1962 — старший научный сотрудник, а в 1962—1965 гг. — зав. сектором истории педагогики Института теории и истории педагогики АПН РСФСР. С 1965 — заместитель директора Института теории и истории педагогики АПН РСФСР (затем НИИ ОП АПН СССР), в 1974—1980 гг. — его директор.
В 1971—1976 член Президиума, академик-секретарь Отделения теории и истории педагогики АПН СССР. Одновременно в 1969—1971 гг. — профессор, в 1980—2000 заведующий кафедрой педагогики Московского государственного педагогического института имени В. И. Ленина.
Похоронен в Москве на Донском кладбище.

## Ученики
диссертанты, выполнивших и защитивших диссертации под руководством А. И. Пискунова:
1. Черник С. А. Принципы и организация ученического самоуправления в единой трудовой школе (1917—1931 гг.). М., 1965.
2. Михайлова М. В. Передовые школы нового типа, созданные общественной и частной инициативой в России в начале XX века. М., 1966.
3. Ходжимухамедова Р. И. Развитие Таджикской общеобразовательной школы (1917—1930). М., 1967.
4. Ширматов А. И. Школьное образование у Таджиков во II половине XIX -начале XX века (до 1917 г.). Душанбе, 1967.
5. Мухаммаджанов А. Развитие школьного образования узбекского народа после присоединения Средней Азии к России (1865—1917 гг.). М., 1969.
6. Вейкшан Н. В. Теория и практика «нового воспитания» до первой мировой войны (на материале Франции, Бельгии, Швейцарии). М., 1969.
7. Андреезен Л. А. Эстонские народные школы во второй половине 19 века (до школьных реформ 80-х годов). М., 1969.
8. Искандарова Р. И. Ликвидация неграмотности в Таджикистане (1917—1941 гг.). Душанбе, 1969.
9. Долгова Т. П. Отношения учителя и ученика как фактор воспитания в советской единой трудовой школе (1917—1931 гг.). Калинин, 1970.
10. Абдушукурова Л. М. Воспитательная работа в советской Таджикской школе 20-х — 30-х годов. Душанбе, 1971.
11. Болобонов В. Л. Военно-патриотическое воспитание в советской школе в предвоенные и военные годы (1938—1945 гг.). Калинин, 1971.
12. Кураскуа В. Б. Становление и развитие абхазской национальной школы в Советской Абхазии (1921—1958 гг.). М., 1971.
13. Нестерова И. Ф. Проблема воспитывающего обучения в советской педагогике 20-х годов и её отражение в программно-методической работе наркомпроса РСФСР (1917—1928 гг.). Калинин, 1972.
14. Колесников Б. В. Проблемы нравственного воспитания в общественно-педагогическом движении 60-х годов XIX века. М., 1972.
15. Прокофьева Н. М. Проблема взаимосвязи эстетического и нравственного воспитания в русской прогрессивной педагогике второй половины XIX — начала XX в.в. М., 1972.
16. Кузьмин Н. Н. Низшее и среднее специальное образование в России (подготовка специалистов для промышленности, транспорта и сельского хозяйства). М., 1972. — докторская.
17. Оксак Т. А. Проблемы эстетического воспитания в немецкой реформаторской педагогике конца XIX — начала XX вв. М., 1973.
18. Климова Г. М. Проблема подготовки и переподготовки учителей школ 1 ступени в период становления системы педагогического образования в РСФСР (1917—1924 гг.). М., 1974.
19. Морозова В. С. Подготовка учащихся средней общеобразовательной школы к сознательному выбору педагогических профессий. М., 1974.
20. Баркин Г. А. Программно-методическая работа наркомпроса РСФСР в связи с усовершенствованием гуманитарного образования в единой трудовой школе II ступени (1918—1934 гг.). М., 1974.
21. Гусев Г. И. Подготовка студентов к педагогическому самообразованию в процессе их самостоятельной работы по педагогике. М., 1974.
22. Баранова Т. И. Исследовательский метод обучения в теории и практике общеобразовательной школы РСФСР (1917—1931 гг.). М., 1974.
23. Созинова Г. А. Учебные пособия и учебники по педагогике для педагогических институтов РСФСР (1918—1935 гг.). М, 1974.
24. Андреезен Л. А. Становление и развитие эстонской народной школы до школьной реформы 80-х годов XIX века. Вильнюс, 1975. — докторская
25. Кузнецова В. С. Формирование организаторских умений у студентов педагогических институтов. М., 1976.
26. Нозадзе Н. Н. Проблема индивидуализации обучения в теории и практике нового воспитания между двумя мировыми войнами (на материале Бельгии, Франции, Швейцарии). Тбилиси, 1976.
27. Квиртия Л. Д. Уплотнение научной информации как фактор повышения эффективности использования результатов педагогических исследований. М., 1977.
28. Локоть Л. П. Политехническое образование в советской школе периода победы социализма (1931—1937 гг.) (на материале городских школ). М., 1978.
29. Образцова Л. В. Содержание и формы воспитательной работы в «свободной школьной общине Виккерсдорф» (1906—1933 гг.) (Из истории экспериментальных школ в Германии). М., 1978.
30. Хорольский Владимир Сергеевич. Идеологические аспекты педагогической деятельности международного бюро просвещения. М., 1978.
31. Сергеева Н. Б. Разработка идей реформаторской педагогики в области эстетического воспитания и их реализация в практике опытных школ периода Веймарской республики в Германии 1918—1938 гг. М., 1979.
32. Зуев Дмитрий Дмитриевич. Структура современного школьного учебника и место в ней текстовых компонентов (на материале анализа учебников гуманитарных дисциплин). М., 1980.
33. Кларин Михаил Владимирович. Разработка проблемы методов и организационных форм обучения в буржуазной педагогике США середины 50-х — середины 70-х гг. XX в. (на материале школьных предметов естественно-научного цикла). М., 1980.
34. Жерносек Иван Филиппович. Основные направления развития общеобразовательной школы МНР в период завершения создания материально-технической базы социализма (после 1961 г.). М., 1981.
35. Кузнецова Л. В. Проблема гражданского воспитания школьников в советской педагогике 1918—1936 гг. М., 1982.
36. Гусева В. М. Содержание и методы педагогической подготовки научных работников для высшей школы непедагогического профиля в СССР (1917—1941 гг.). М., 1982.
37. Ачилов М. Нравственное формирование будущего учителя. М., 1982.- докторская
38. Павлова Татьяна Леонидовна. Воспитание сознательной дисциплины в опыте советской общеобразовательной школы РСФСР до Великой Отечественной войны. 1917—1941 гг. М., 1982.
39. Тимофеева Н. М. Развитие высшего образования в странах тропической Африки после завоевания независимости. М., 1984.
40. Роура М. Д. К. Организационно-педагогические проблемы совершенствования руководства деятельностью художественных училищ Республики Куба. М., 1984.
41. Мискарян М. Г. Взаимосвязь теории и практики в профессионально-педагогической подготовке будущего учителя в период становления высшего образования в СССР (1917—1933 гг.). М., 1984.
42. Журавлева Н. Н. Проблема воспитания общественно активной личности в теоретическом наследии и практической деятельности революционных народников второй половины XIX века. М., 1985.
43. Цирут Х. Средняя общеобразовательная школа (лицей) в Польше в период построения основ социализма (1945—1961 гг.). М., 1986.
44. Котряхов Н. В. Подготовка учителя единой трудовой школы I ступени РСФСР к трудовому обучению и воспитанию учащихся. М., 1987.
45. Бурдина Е. И. Содержание и методы работы единой трудовой школы II ступени по воспитанию социальной активности учащихся в процессе общественно полезной деятельности (1918—1930 гг.). М., 1987.
46. Шляхтицкий М. Н. Воспитание коммунистического отношения к труду у учащихся общеобразовательной школы РСФСР в процессе политехнического образования до Великой Отечественной войны (на материале городских школ). М., 1987.
47. Палария В. Г. Теоретическая и практическая деятельность дошкольного отдела первой опытной станции по народному образованию Наркомпроса РСФСР (1919—1937 гг.). М., 1987.
48. Данилова Л. М. Буржуазная теория и практика нравственного воспитания учащихся в США (конец 60-х — начало 80-х годов). М., 1988.
49. Турчанинова Ю. И. Обучение технике общения как средство повышения готовности студентов педвуза к профессиональной деятельности. М., 1989.
50. Лашин С. Развитие профессионально-педагогической подготовки учителей начальных классов в ПНР. М., 1989. — докторская.
51. Подавалова И. В. Идейно-политическое воспитание будущих учителей в период становления советской системы высшего педагогического образования (1917—1932 гг.). М., 1989.
52. Черник В. Э. Политическое воспитание учащихся советской школы в годы Великой Отечественной войны. 1941—1945. М., 1989.
53. Чечеткин Ю. В. Теоретическая и практическая подготовка к введению обучения детей шестилетнего возраста в советской школе (70-е — начало 80-х гг.). М., 1989.
54. Кувырталова М. А. Проблема практической подготовки учителя-воспитателя в педагогической теории и опыте педвузов РСФСР после Великой Отечественной войны (до середины 80-х годов). М., 1990.
55. Белухин Д. А. Обучение будущих учителей основам актерско-сценических умений как составной части педагогической техники. М., 1990.
56. Таллин Е. Н. Воспитание музыкального художественного вкуса у старшеклассников на факультативных занятиях и во внеклассной работе по музыке. М., 1990.
57. Калинина Л. И. Дидактические требования к вопросам учителя при организации познавательной деятельности учащихся. М., 1991.
58. Сайдамадов Л. Подготовка будущих учителей к идейно-политическому воспитанию старшеклассников. Алма-Ата, 1991.
59. Андриенко Л. А. Проблема ученического самоуправления в теории и практике советской общеобразовательной школы в период унификации её структуры и организации учебно-воспитательного процесса (1931—1941). М., 1991.
60. Линд Э. Э. Педагогический ручной труд в эстонской народной школе в конце XIX — начале XX века. М., 1991.
61. Голиньска Б. Развитие системы и форм опекунской деятельности с детьми-сиротами в Польше до 80х годов XX века. М., 1992.
62. Груздев И. Ф. Проблема ученического самоуправления в отечественной общеобразовательной школе в период поиска путей её реформы (80-е — начало 90-х гг.). М., 1992.
63. Аникина О. Ф. Подготовка студентов педагогических вузов к установлению гуманных взаимоотношений с учащимися. М., 1993.
64. Блинов В. И. Теория и практика педагогической профориентации старшеклассников после Великой Отечественной войны. М., 1993.
65. Боярчук Юлия Владимировна. Средняя общеобразовательная школа современной Японии. М., 1994.
66. Шаптукаева Т. А. Проблема развивающего обучения в русской педагогике и методике начального обучения во второй половине XIX — начале XX века. М., 1995.
67. Машечкова И. Г. Проблема исследовательского подхода в обучении в русской дидактике конца XIX — начале XX вв. М., 1995.
68. Ромашина Е. Ю. Подготовка учителей в России как составная часть школьной реформы 1782—1786 гг. М., 1995.
69. Баркова Н. Н. Проблема нравственного идеала в теории и практике воспитания в России во второй половине XIX — начале XX веков. М., 1996.
70. Сергеев И. С. Педология и развитие отечественной педагогики (с конца XIX в. до 1936 г.) . М., 1997.
71. Котряхов Н. В. Теория и практика использования ручного труда в педагогических целях в русской общеобразовательной школе конца XIX — начала XX в. М., 1997. — докторская.
72. Соловьева М. Ф. Земская начальная школа во второй половине XIX — начале XX века. М., 1998.
73. Ильина А. Н. Теоретические проблемы воспитания у старшеклассников экологической культуры как части их мировоззрения. М., 1998.
74. Кабанова Е. В. Школа и учительство русской эмигрантской диаспоры в Европе 1919—1930 гг. М., 1998.
75. Купинская Е. В. Проблемы реформы средней общеобразовательной школы в деятельности Министерства народного просвещения России в конце XIX — начале XX века. М., 1999.
76. Лю Сяоянь. Опыт гуманитаризации общего образования в Российской Федерации в 90-е гг. XX в. и возможности его использования в практике работы средней школы в Китайской Народной Республике. М., 2000.
77. Васильев П. В. Профессионально-педагогическая подготовка учителя единой трудовой школы второй ступени в РСФСР (1918—1930 гг.). М., 2000.
78. Синюшина И. В. Развитие реального образования в России в XIX — начале XX века. М., 2000.
79. Гулюкина О. Н. Проблемы нравственного воспитания в философско-педагогической мысли русского эмигрантского зарубежья (20 — 40-е годы XX века). М., 2001.
80. Блинов В. И. Развитие теории и практики образования в России в XVIII — начале XX вв. под влиянием изменений ценностных ориентаций, представлений об идеале человека и целях его воспитания. М., 2001. — докторская
81. Овсянникова М. А. Интеграция общеобразовательной школы восточных земель Германии в общую образовательную систему ФРГ. Тула, 2001.
82. Калашникова Н. Г. Содержание и методы подготовки и повышения квалификации учителя начальных классов в области формирования у школьников умений самостоятельной учебной деятельности. М., 2002. — докторская.
83. Зискин К. Е. Профессионально-педагогическая подготовка учителей средней школы на педагогических отделениях университетов Великобритании во второй половине XX века. М., 2002.
84. Синюшин В. Б. Развитие средних технических училищ в России в конце XIX — начале XX века. М., 2003.
85. Рыжов А. Н. Концепция «нового воспитания» и её реализация в деятельности педагогов-реформаторов в странах Запада и России конца XIX — начала XX века. М., 2004.